# نزار قباني
نزار بن توفيق القباني (21 مارس 1923 – 30 أبريل 1998) هو شاعر سوري معاصر ودبلوماسي من أسرة عربية دمشقية عريقة. إذ يعتبر جده أبو خليل القباني من رواد المسرح العربي. درس الحقوق في الجامعة السورية وفور تخرجه منها عام 1945 انخرط في السلك الدبلوماسي متنقلًا بين عواصم مختلفة حتى قدّم استقالته عام 1966؛ أصدر أولى دواوينه عام 1944 بعنوان «قالت لي السمراء» وتابع عملية التأليف والنشر التي بلغت خلال نصف قرن 35 ديوانًا أبرزها «طفولة نهد» و«الرسم بالكلمات»، وقد أسس دار نشر لأعماله في بيروت باسم «منشورات نزار قباني» وكان لدمشق وبيروت حيِّزٌ خاصٌّ في أشعاره لعلَّ أبرزهما «القصيدة الدمشقية» و«يا ست الدنيا يا بيروت». أحدثت حرب 1967 والتي أسماها العرب «النكسة» مفترقًا حاسمًا في تجربته الشعرية والأدبية، إذ أخرجته من نمطه التقليدي بوصفه «شاعر الحب والمرأة» لتدخله معترك السياسة، وقد أثارت قصيدته «هوامش على دفتر النكسة» عاصفة في الوطن العربي وصلت إلى حد منع أشعاره في وسائل الإعلام.—قال عنه الشاعر الفلسطيني عز الدين المناصرة: (نزار كما عرفته في بيروت هو أكثر الشعراء تهذيبًا ولطفًا).
على الصعيد الشخصي، عرف قبّاني مآسي عديدة في حياته، منها مقتل زوجته بلقيس خلال تفجيرٍ انتحاري استهدف السفارة العراقية في بيروت حيث كانت تعمل، وصولًا إلى وفاة ابنه توفيق الذي رثاه في قصيدته «الأمير الخرافي توفيق قباني». عاش السنوات الأخيرة من حياته مقيمًا في لندن حيث مال أكثر نحو الشعر السياسي ومن أشهر قصائده الأخيرة «متى يعلنون وفاة العرب؟»، وقد وافته المنية في 30 أبريل 1998 ودفن في مسقط رأسه، دمشق.

## سيرته

### النشأة

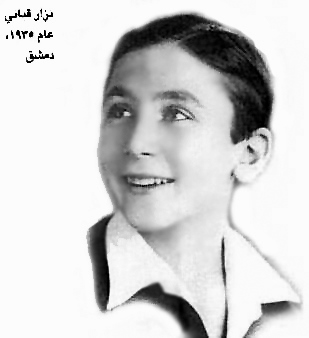
نزار قباني طفلًا في عام 1935.

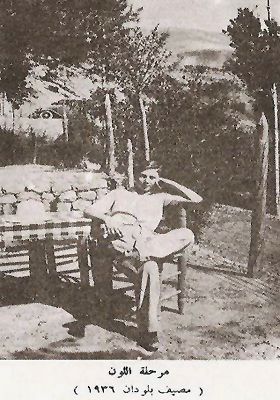
نزار قباني في مصيف بلودان 1936.

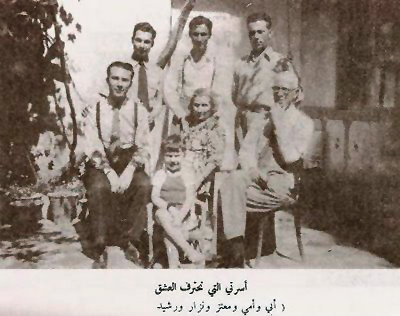
نزار قباني مع أفراد عائلته 1948.

ولد نزار في دمشق القديمة في حيّ «مئذنة الشحم» في 21 مارس/آذار عام 1923 وشبّ وترعرع في بيتٍ دمشقيّ تقليديّ لأُسرَةٍ عربيَّة دمشقيَّة عريقة. وبحسب ما يقول في مذكراته، فقد ورث القباني من أبيه، ميله نحو الشعر كما ورث عن جدّه حبه للفن بمختلف أشكاله. يقول في مذكراته أيضًا، أنه خلال طفولته كان يحبّ الرسم ولذلك «وجد نفسه بين الخامسة والثانية عشرة من عمره غارقًا في بحر من الألوان»، وقد ذكر أن سِرّ مَحبّته للجمال والألوان واللون الأخضر بالذات أنه في منزلهم الدمشقي كان لديهم أغلب أصناف الزروع الشاميّة من زنبق وريحان وياسمين ونعناع ونارنج. وكأي فتىً في هذا السنّ، ما بين سن الخامسة عشر والسادسة عشر احتار كثيرًا ماذا يفعل، فبدأ بكونه خطّاطًا تتلمذ على يد خطّاط يدويّ ثم اتّجه للرسم وما زال يَعشقُ الرسم حتّى أن له ديوانًا أسماهُ الرسم بالكلمات. ومن ثم شُغف بالموسيقى، وتعلّم على يد أستاذ خاصٍ العزفَ والتلحين على آلة العود، لكنّ الدراسة خاصة خلال المرحلة الثانوية، جعلته يعتكف عنها. ثُمّ رسا بالنهاية على الشعر، وراح يحفظ أشعار عمر بن أبي ربيعة، وجميل بثينة، وطرفة ابن العبد، وقيس بن الملوح، متتلمذًا على يدِ الشاعر خليل مردم بِك وقد علّمه أصول النحو والصرف والبديع.
خلال طفولته انتحرت شقيقته وصال، بعد أن أجبرها أهلها على الزواج من رجل لم تكن تحبّه، وهو ما ترك أثرًا عميقًا في نفسه، وربَّما ساعد في صياغة فلسفته العشقيّة لاحقًا ومفهومه عن صراع المرأة لتحقيق ذاتها وأنوثتها. ولم يكشف عن حقيقة هذه الحادثة باكرًا بل قال أنها توفيت بمرض القلب، إلا أن كوليت خوري كشفت قصة الانتحار، وهو ما ثبت لاحقًا في مذكراته الخاصة، إذ كتب: «إن الحبّ في العالم العربي سجين وأنا أريد تحريره». يصف نزار حادثة الإنتحار بقوله: «صورة أختي وهي تموت من أجل الحُبّ محفورة في لحمي... كانت في ميتتها أجمل من رابعة العدويّة». كما ارتبط بعلاقة قوية مع أمه.
عام 1939 كان نزار في رحلة مدرسية بحريّة إلى روما، حين كتب أول أبياته الشعريّة متغزلًا بالأمواج والأسماك التي تسبح فيها، وله من العمر حينها 16 عامًا، ويعتبر تاريخ 15 أغسطس 1939 تاريخًا لميلاد نزار الشعري، كما يقول متابعوه. وفي عام 1941 التحق نزار بكلية الحقوق في جامعة دمشق، وتخرّج منها في عام 1945. ونشر خلال دراسته الحقوق أولى دواوينه الشعريّة وهو ديوان «قالت لي السمراء» حيث قام بطبعه على نفقته الخاصة، وقد أثارت قصائد ديوانه الأول، جدلًا في الأوساط التعليمية في الجامعة وقد كتبَ له مُقدّمة الديوان منير العجلاني الذي أحبّ القصائد ووافق عليها. وقد ذاع صيته بعد نشر الديوان كشاعر إباحي. وفي تعليقه حول صدور ديوانه الأوّل كتب:

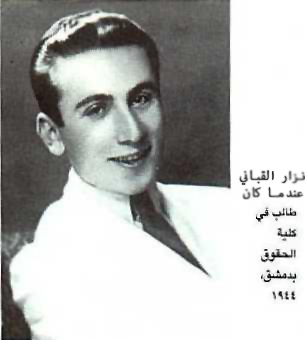
نزار قباني عام 1944 وهو العام الذي أصدر به ديوانه الأول "قالت لي السمراء".

| نزار قباني | "قالت لي السمراء" حين صدوره أحدث وجعًا عميقًا في جسد المدينة التي ترفض أن تعترف بجسدها أو بأحلامها... لقد هاجموني بشراسة وحش مطعون، وكان لحمي يومئذ طريًا. | نزار قباني |

.

### عمله
تخرج نزار عام 1945 من كليّة الحقوق بجامعة دمشق وإلتحق بوزارة الخارجية السوريّة، وفي العام نفسه عُيّن في السفارة السوريّة في مصر وله من العمر 22 عامًا. ولمّا كان العمل الدبلوماسي من شروطه التنقّل لا الاستقرار، فلم تطل إقامة نزار في القاهرة، فانتقل منها إلى عواصم أخرى مختلفة، فقد عُيّن في عام 1952 سفيرًا لسوريا في المملكة المتحدة لمدة سنتين وأتقن خلالها اللغة الإنجليزية ثم عُيّن سفيرًا في أنقرة، ومن ثمّ في عام 1958 عيّن سفيرًا لسوريا في الصين لمدة عامين. وفي عام 1962 عيّن سفيرًا لسوريا في مدريد لمدة 4 سنوات. إلى أن استقرَّ في لبنان بعد أن أعلن تفرغه للشعر في عام 1966, حيث أسس دار نشر خاصة تحت اسم «منشورات نزار قباني». بدأ نزار قباني بشكل بارز بكتابة الشعر العمودي ثم انتقل بعدها إلى شعر التفعيلة، حيث ساهم في تطوير الشعر العربي الحديث إلى حد كبير. تناولت كثير من قصائده قضية حرية المرأة، إذ تناولت دواوينه الأربعة الأولى قصائد رومانسية. ومن ثمّ تحوّل نحو الشعر السياسي بعد نكسة حرب 1967، وأصدر عدة قصائد لاذعة ضد الحكومات والأنظمة العربية عمومًا وضد حكم البعث في سوريا ومنها «هوامش على دفتر النكسة»، و«عنترة» و«يوميات سياف عربي».

### عائلته
تنحدرُ عائلة القبّاني من أسرة عربيّة حجازية ترجع بنسبها إلى الإمام علي بن الحسين زين العابدين، ثم انتقلت إلى جهة العراق فأقام أجدادها فيها، وفي عهد الحروب الصليبية أقبل بعضهم إلى سوريا، ثم تشعّبوا في بلاد الشام. والده هو توفيق القبّاني يملك مصنع لإنتاج الحلويات ملبس (يافا)، كما شاركَ في المُقاومةِ الوطنيّة ضد الانتداب الفرنسيّ، وكان منزله مكانًا لاجتماع أقطابِ المُعارضة الوطنيّة في العشرينيات من القرن المُنصرم. وجدّه هو أبو خليل القباني الرائد المسرحي الشهير الذي أدخل فنّ المسرح إلى الأدب العربي في النصف الثاني من القرن التاسع عشر. ولدى نزار شقيقتين هما: وصال وهيفاء قباني. وثلاث أشّقاء هم: معتز ورشيد وصباح قباني الذي ترأس هيئة الإذاعة والتلفزيون السوريّة في ستينيات القرن العشرين، ثُمّ سفيرًا لسوريا في الولايات المتحدة. والدته فايزة آقبيق من أصلٍ تُركي، وكان نزار متعلقًا بها كثيرًا، ويُقال أنها ظلت ترضعه من صدرها حتى بلغ السابعة من عمره، وتطعمه الطعام بيدها حتى بلغ الثالثة عشرة من عمره، حتى قالوا عنه إنه يعاني من عقدة أوديب. وكتب لها قصائدًا كثيرة يدمج فيها بين حنينه لدمشق مهده الأول وحنينه لأمه. وقصائده عن أمّه في ديوانه الرسم بالكلمات  خير دليل على شغف الطفل بصورة الأم التي ألهمته في نصوصه.
تزوج نزار مرّتين، زوجته الأولى كانت ابنة خاله زهراء آقبيق وأنجب منها هدباء وتوفيق. وقد توفيّ توفيق عام 1973 وكان طالبًا بكلية طب جامعة القاهرة في السنة الخامسة، والذي ترك الأثر الكبير في حياته، وقد نعاه نزار بقصيدة «الأمير الدمشقي توفيق قباني» وتوفيّت زوجته الأولى في 2007. وكان زواجه الثاني من امرأة عراقيّة الأصل تُدعى بلقيس الراوي التقى بها في أمسية شعريّة في بغداد. ولكنها لقيت حتفها أثناء الحرب الأهلية اللبنانية في هجوم انتحاري استهدف السفارة العراقيّة في بيروت حيث كانت تعمل عام 1982. وقد رثاها نزار بقصيدته الشهيرة بلقيس التي قال فيها أن الجميع كان لهم دورٌ بقتلها، وقد أنجب منها ابنيه عمر وزينب ولم يتزوّج بعدها.

### آخر سنواته ووفاته
بعد مقتل زوجته بلقيس، غادر نزار لبنان وكان يتنقل بين باريس وجنيف حتى استقر في النهاية في لندن حيث قضى الخمسة عشرة عامًا الأخيرة من حياته، واستمرّ بنشر دواوينه وقصائده المثيرة للجدل خلال فترة التسعينيات ومنها «متى يعلنون وفاة العرب؟» و«المهرولون».
في عام 1997 كان قباني يعاني من تردي في وضعه الصحي وبعد عدة أشهر توفي في 30 أبريل 1998 عن عمر ناهز 75 عامًا في لندن. بسبب أزمة قلبية. في وصيته والتي كان قد كتبها عندما كان في المشفى في لندن أوصى بأن يُدْفَن في دمشق التي وصفها في وصيته:
دُفن قباني في دمشق بعد أربعة أيام حيث دفن في باب الصغير بعد جنازة حاشدة شارك فيها مختلف أطياف المجتمع السوري إلى جانب فنانين ومثقفين سوريين وعرب. ولقد كتبت عن جنازته الدكتورة ناديا خوست ما يلي:

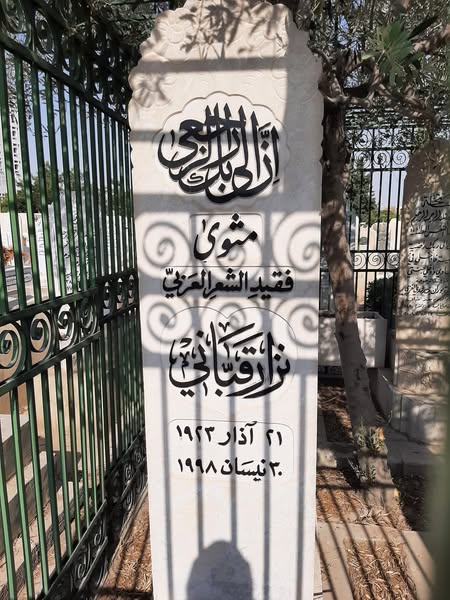
قبر نزار قباني

«... وكانت طائرة خاصة سورية أرسلها الرئيس السوري قد نقلت جثمانه من لندن إلى دمشق. فخطف الدمشقيون تابوته، وحملوه على الأكتاف في موكب شعبي لم تشهد دمشق مثله إلا يوم تشييع رجل الاستقلال فخري البارودي مؤلف الأناشيد التي تناقلتها الشعوب العربية. حمله الناس إلى الجامع الأموي...وصلوا عليه، ثم حملوه على أكتافهم إلى المقبرة. قطعوا دمشق من شمالها إلى جنوبها مشيا.»

## مديح وذكراه
قال النقاد عن نزار أنه "مدرسة شعرية" و"حالة اجتماعية وظاهرة ثقافية" وأسماهُ حسين بن حمزة "رئيس جمهورية الشعر". كما لقبّه "أحد آباء القصيدة اليومية": إذ قرّب الشعر من عامة الناس. الأديب المصري أحمد عبد المعطي حجازي وصف نزار بكونه "شاعر حقيقي له لغته الخاصة، إلى جانب كونه جريئًا في لغته واختيار موضوعاته"، لكنه انتقد هذه الجرأة "التي وصلت في المرحلة الأخيرة من قصائده "لما يشبه السباب". الشاعر علي منصور قال أن نزار قد حفر اسمه في الذاكرة الجماعيّة وأنه شكل حالة لدى الجمهور "حتى يمكن اعتباره عمر بن أبي ربيعة في العصر الحديث". وعن شعره السياسي قال حسين بن حمزة: « أذاق العرب صنوفًا من التقريظ جامعًا بين جلد الذات وجلد الحكام، في طريقة ناجعة للتنفيس عن الغضب والألم».
له أيضًا دور بارز في تحديث مواضيع الشعر العربي (الحديث) «إذ ترأس طقوس الندب السياسي واللقاء الأول مع المحرمات»، وكذلك لغته «إذ كان نزار مع الحداثة الشعرية، وكتب بلغة أقرب إلى الصحافة تصدم المتعوّد على المجازات الذهنية الكبرى. وقد ألقت حداثته بظلال كثيفة على كل من كتب الشعر، وذلك لكون قصائد نزار سريعة الانتشار».
من ناحية أخرى، كانت قصيدته «خبز وحشيش وقمر» سببًا بجدال ضخم انتشر في دمشق ووصل تحت قبة البرلمان، نتيجة اعتراض بعض رجال الدين عليه ومطالبتهم بقتله، فما كان منه إلا أن أعاد نشرها خارج سوريا، رغم ذلك فقد قررت محافظة دمشق تسمية الشارع الذي ولد فيه على اسمه، وقد قال نزار إثر قرار المحافظة:
| نزار قباني | هذا الشارع الذي أهدته دمشق إليّ، هو هدية العمر وهو أجمل بيت أمتلكه على تراب الجنّة. تذكروا أنني كنت يومًا ولدًا من أولاد هذا الشارع لعبت فوق حجارته وقطفت أزهاره، وبللت أصابعي بماء نوافيره. | نزار قباني |

. أهم منجز لنزار قباني كما قال الشاعر الفلسطيني عز الدين المناصرة هو أنه (نقل موضوع الحب من الوصف الخارجي إلى موضوع خاص في الشعر العربي الحديث حيث لا يشبهه أحد).
في عام 2008 ولمناسبة الذكرى الخامسة والثمانين لمولده، وتزامنًا مع احتفالية دمشق "عاصمة الثقافة العربية" واليوم العالمي للشعر، طاف محبّو الشارع وشخصيات من المجتمع المدني وألقوا في الشوارع والساحات قصائد له "عن عشق دمشق"، كما قامت الأمانة العامة للاحتفالية بطبع كتاب تذكاري عنه بعنوان «نزار قباني" قنديل أخضر على باب دمشق» وهو من تأليف خالد حسين. كذلك تعمل وزارة الثقافة السورية على إعداد متحف خاص عنه، كما قامت شركة الشرق السوريّة بإنتاج مسلسل تلفزيوني عنه.

## انتقادات

### المبالغة بوصف النساء والعاريات
يرى البعض انه بالغ في وصف النساء والعاريات في شعره ما يجعله يتجاوز الأخلاق والقيم العربية والإسلامية.
فمن شعر نزار قباني أنه كان مولعًا بوصف النساء، والناظر في شعره يراه كأنه قصيدة واحدة نُسخت بألفاظ ومفردات متغايرة، ومحور هذه القصيدة هو النساء وما يدور بينه وبينهن في المخادع، وفي شعر نزار قباني أمثلة كثيرة على تلك المبالغة، ومن ذلك قوله:
(فصلت من جلد النساء عباءة.. وبنيت أهرامًا من الحلمات)

## نماذج من شعره
خبز وحشيش وقمر
- قصيدة «خبز وحشيش وقمر» التي أثارت رجال الدين في سوريا ضده، وطالبوا بطرده من السلك الدبلوماسي، وانتقلت المعركة إلى البرلمان السوري وكان أول شاعر تناقش قصائده في البرلمان:

| نزار قباني | عندما يُولدُ في الشرقِ القَمر فالسطوحُ البيضُ تغفو... تحتَ أكداسِ الزَّهرْ يتركُ الناسُ الحوانيتَ.. ويمضونَ زُمرْ لملاقاةِ القمرْ.. | نزار قباني |

هوامش على دفتر النكسة
- قصيدة هوامش على دفتر النكسة، أثارت عاصفة شديدة في العالم العربي، وأحدثت جدلًا كبيرًا بين المثقفين العرب، ولعنف القصيدة صدر قرار بمنع إذاعة أغاني نزار وأشعاره في الإذاعة والتلفزيون، ومنها:

| نزار قباني | إذا خسرنا الحربَ لا غرابهْ لأننا ندخُلها.. بكلِّ ما يملكُ الشرقيُّ من مواهبِ الخطابهْ بالعنترياتِ التي ما قتلت ذبابهْ لأننا ندخلها.. بمنطقِ الطبلةِ والربابهْ | نزار قباني |

حرب تشرين
- في عام 1974 كتب نزار قصيدته الشهيرة التي يتفاخر فيها بالنصر وحبه لدمشق:

| نزار قباني | شمس غرناطةَ أطلت علينا..... بعد يأس وزغردت ميسلون يا دمشق البسي دموعي سوارًا.....وتمنّي.. فكلُّ شيء يهونُ وضعي طَرحَةَ العروس لأجلي.....إنَّ مَهْرَ المُناضلات ثمينُ نحنُ عكا ونحنُ كرمل حيفا.....وجبال الجليل.. واللطرونُ كل ليمونة ستنجب طفلًا.....ومحالٌ أن ينتهي الليمونُ | نزار قباني |

 بلقيس
- عندما قتلت بلقيس حمّل نزار الوطن العربي كله مسؤولية قتلها:

| نزار قباني | :سأقول في التحقيق.. اني قد عرفت القاتلين.. بلقيس..يافرسي الجميلة..إنني من كل تاريخي خجول هذي بلاد يقتلون بها الخيول.. سأقول في التحقيق: كيف أميرتي اغتصبت.. وكيف تقاسموا الشعر الذي يجري كأنهار الذهب سأقول كيف استنزفوا دمها.. وكيف استملكوا فمها..فما تركوا به وردا ولا تركوا به عنبا.. هل موت بلقيس..هو النصر الوحيد في تاريخ كل العرب؟" | نزار قباني |

## أعماله

### القصائد المغناة للشاعر نزار قباني
| أم كلثوم: - أصبح عندي الآن بندقية. - رسالة عاجلة إليك. من ألحان محمد عبد الوهاب. عبد الحليم حافظ: - رسالة من تحت الماء. - قارئة الفنجان. من ألحان محمد الموجي. نجاة الصغيرة: - ماذا أقول له. - متى ستعرف كم أهواك - أسألك الرحيلا. - أيظن. من ألحان محمد عبد الوهاب. فايزة أحمد: - رسالة من امرأة. من ألحان محمد سلطان. فيروز: - وشاية. - لا تسألوني ما اسمه حبيبي. من ألحان عاصي رحباني. محمد عبده - القرار من ألحان الموسيقار طلال. ماجدة الرومي: - بيروت ست الدنيا. - كلمات. - مع جريدة. - أحبك جدا. - طوق الياسمين. من ألحان كاظم الساهر طلال مداح: - متى ستعرف كم أهواك. - جاءت تمشي بإستحياء والخوف يطاردها. من ألحان طلال مداح. | كاظم الساهر: - إني خيّرتك فاختاري. - زيديني عشقًا. - مدرسةُ الحُب. - إلا أنتِ. - قولي أحبك. - أكرهها. - أشهد ألا امرأة إلاأنت. - حافية القدمين. - تقولين الهوى. - الرسمُ بالكلمات. - كبري عقلك. - اجلس في المقهى. - الحب المستحيل. - يدكِ. - وإنّي أحبّك - مع بغدادية. - صباحك سكر. - حبيبتي والمطر. - حبيبتي. - تحركي خطوة. - ممنوعة أنتي. - يوميات رجل مهزوم. - التحديات. - أتحبني. - أحبّيني بلا عقد. - الأنسان دويتو مع لطيفه. - إلى تلميذه. - بريد بيروت. - كل عام وأنت حبيبتي. - لو لم تكوني انتي في حياتي. - فاكهة الحب. - دلع النساء. - تحركي. - غرناطة. ألحان الموسيقار طلال - كتاب الحب. - عيد العشاق. - رسالة حب صغيرة. - كُوني امرأَهْ. - زُر مرةً. - شؤون صغيرة. - قصة خلافاتنا. - تناقضات. - لجسمك عطرٌ خطير النوايا. - فاكهة الحب. - تُراني أُحِبُـكِ. - بيانو. - معكِ. جميعها من ألحانه "ماعدا أغنية غرناطة" | أصالة نصري: - إغضب، الحان حلمي بكر - القصيدة الدمشقية. - من أين يأتي الفرح. عاصي الحلاني: - القرار. لطيفة التونسية: - يا قدس (من ينقذ الإنسان). - تلومني الدنيا. - العاشقين (أسئلة إلى الله) - رضي الله عن الشام (دمشق) إلهام المدفعي: - بغداد. خالد الشيخ: - غنى له قصيدة القرار. - عيناك. غادة رجب: - لماذا. من ألحان كاظم الساهر. محمد حسن: - الهرم الرابع قالها الشاعر في رثاء جمال عبد الناصر من ألحان محمد حسن. صابر الرباعي. - غنى له قصيدة "" أين أذهب "" من ألحان الموسيقار طلال. نانسي عجرم: - إلى بيروت الأنثى مع الإعتذار من ألحان هشام بولس |

### دواوين[41]
| #  | اسم الديوان                       | تاريخ النشر |
| 1  | قالت لي السمراء                   | 1944        |
| 2  | طفولة نهد                         | 1948        |
| 3  | سامبا                             | 1949        |
| 4  | أنت لي                            | 1950        |
| 5  | قصائد                             | 1956        |
| 6  | حبيبتي                            | 1961        |
| 7  | الرسم بالكلمات                    | 1966        |
| 8  | يوميات امرأة لا مبالية            | 1968        |
| 9  | قصائد متوحشة                      | 1970        |
| 10 | كتاب الحب                         | 1970        |
| 11 | مئة رسالة حب                      | 1970        |
| 12 | أشعار خارجة عن القانون            | 1972        |
| 13 | أحبك أحبك والبقية تأتي            | 1978        |
| 14 | إلى بيروت الأنثى مع حبي           | 1978        |
| 15 | كل عام وأنت حبيبتي                | 1978        |
| 16 | أشهد أن لا امرأة إلا أنت          | 1979        |
| 17 | اليوميات السرية لبهية المصرية     | 1979        |
| 18 | هكذا أكتب تاريخ النساء            | 1981        |
| 19 | قاموس العاشقين                    | 1981        |
| 20 | قصيدة بلقيس                       | 1982        |
| 21 | الحب لا يقف على الضوء الأحمر      | 1985        |
| 22 | أشعار مجنونة                      | 1985        |
| 23 | قصائد مغضوب عليها                 | 1986        |
| 24 | سيبقى الحب سيدي                   | 1987        |
| 25 | ثلاثية أطفال الحجارة              | 1988        |
| 26 | الأوراق السرية لعاشق قرمطي        | 1988        |
| 27 | السيرة الذاتية لسياف عربي         | 1988        |
| 28 | تزوجتك أيتها الحرية               | 1988        |
| 29 | الكبريت في يدي ودولاتكم من ورق    | 1989        |
| 30 | لا غالب إلا الحب                  | 1989        |
| 31 | هل تسمعين صهيل أحزاني؟            | 1991        |
| 32 | هوامش على الهوامش                 | 1991        |
| 33 | أنا رجل واحد وأنت قبيلة من النساء | 1992        |
| 34 | خمسون عامًا في مديح النساء         | 1994        |
| 35 | تنويعات نزارية على مقام العشق     | 1995        |
| 36 | أبجدية الياسمين                   | 1998        |

### في النثر
- قصتي مع الشعر (سيرة ذاتية).
- من أوراقي المجهولة - سيرة ذاتية ثانية.
- ما هو الشعر؟
- والكلمات تعرف الغضب.
- عن الشعر والجنس والثورة.
- الشعر قنديل أخضر.
- العصافير لا تطلب تأشيرة دخول.
- لعبت بإتقان وها هي مفاتيحي.
- المرأة في شعري وفي حياتي.
- بيروت حرية لا تشيخ.
- الكتابة عمل انقلابي.
- شيء من النثر.

### في المسرح
- مسرحية جمهورية جنونستان.. لبنان سابقا (1977).

## كتب عنه
1. نزار قباني: ومَضات دمشقية، تأليف غسان كلاس، بانوراما.
2. البيت الدمشقي مِظَلَّة الفَيء والرطوبة: قراءة في أدب نزار قباني، تأليف غسان كلاس، دار المقتبس بيروت، 2021.

## وصلات خارجية
- نزار قباني على موقع بوابة الشعراء
- نزار قباني على موقع موسوعة الديوان الشعرية
- نزار قباني على موقع الموسوعة البريطانية (الإنجليزية)
- نزار قباني على موقع ديسكوغز (الإنجليزية)